# سیارک ۱۸۳۰۱
سیارک ۱۸۳۰۱ (به انگلیسی: 18301 Konyukhov، نامگذاری:1979QZ9) هجده هزار و سیصد و یکمین سیارک کشف شده‌است که در ۲۷ اوت ۱۹۷۹ کشف شد.
قدر مطلق سیارک برابر ۲۴.۵ است.